# Fraccionamiento Ocuiltzapotlán Dos
Fraccionamiento Ocuiltzapotlán Dos är en ort i Mexiko.   Den ligger i kommunen Centro och delstaten Tabasco, i den sydöstra delen av landet, 700 km öster om huvudstaden Mexico City. Fraccionamiento Ocuiltzapotlán Dos ligger 13 meter över havet och antalet invånare är 4 675.
Terrängen runt Fraccionamiento Ocuiltzapotlán Dos är mycket platt. Runt Fraccionamiento Ocuiltzapotlán Dos är det tätbefolkat, med 442 invånare per kvadratkilometer. Närmaste större samhälle är Villahermosa, 15,1 km söder om Fraccionamiento Ocuiltzapotlán Dos. Trakten runt Fraccionamiento Ocuiltzapotlán Dos består till största delen av jordbruksmark.